# Jagdeep
Syed Ishtiaq Ahmed Jaffrey (29 mars 1939 - 8 juillet 2020), mieux connu sous son nom de scène Jagdeep, était un acteur et comédien indien qui est apparu dans plus de 400 films. Il a joué Soorma Bhopali dans Sholay (1975), Machchar dans Purana Mandir (1983), le père de Salman Khan dans Andaz Apna Apna (1994) et a réalisé le film Soorma Bhopali, avec son personnage comme protagoniste.
Jagdeep a commencé sa carrière cinématographique en tant qu'enfant artiste supplémentaire dans Afsana de BR Chopra, puis a continué à faire des films en tant qu'enfant artiste dans des films comme Ab Dilli Door Nahin, Munna de KA Abbas, Aar Paar de Guru Dutt, Bimal Roy. Do Bigha Zamin et Hum Panchhi Ek Daal Ke d'AVM.
Il a été lancé comme acteur principal par AVM dans les films Bhabhi, Barkha et Bindiya, et a continué à faire quelques autres films en tant qu'acteur principal. Il s'est imposé comme comédien depuis le film Brahmachari . Certaines chansons à succès sont représentées sur lui comme "Paas baitho tabiyat bahal jayegi" de Punarmilan, "In pyar ki rahon mein" du même film, "Chal ud ja re Panchhi" et "Chali Chali re Patang", du film à succès Bhabhi, où il est en face de Nanda, et "Aa Gaye Yaaro Jeene Ke Din" de Phir Wohi Raat.
Il est également connu pour ses apparitions dans de nombreux films d'horreur, notamment dans les projets des frères Ramsay. Il est apparu dans des succès célèbres comme Purana Mandir et 3D Saamri . Il est décédé à son domicile à Mumbai le 8 juillet 2020, des suites de problèmes de santé liés à l'âge.

## Vie personnelle
Jagdeep s'est marié trois fois et était père de six enfants. Il a trois enfants, Hussein, Shakira et Suraiya de sa première femme, Naseem Begum. Jagdeep a abandonné sa première femme et ses enfants, et son premier fils, Hussein, a été contraint de laver des voitures pour gagner sa vie. Il (Hussein) a perdu ses jambes dans un accident de train en 2006 et a été contraint de mendier et se tournait généralement vers Javed et Naved pour obtenir de l'aide, mais était traité comme un mendiant. Il est décédé en octobre 2009, mais aucun de ses frères ni son père n'est venu le voir.
En 1960, il épouse Sughra Begum. Ils ont eu deux fils, Javed Jaffrey et le producteur/réalisateur de télévision Naved Jaffrey, Naved et Javed étaient les animateurs de l'émission de danse Boogie Woogie.
Plus tard, Jagdeep a épousé Nazima et ils ont eu une fille ensemble, Muskaan Jaffrey.